# Aymaria floreana
Aymaria floreana là một loài nhện trong họ Pholcidae. Loài này có ở quần đảo Galapagos.